# Jean-François Charles (musicien)
Pour les articles homonymes, voir Jean-François Charles (homonymie) et Charles.
Jean-François Charles est un clarinettiste et compositeur français.

## Biographie
Jean-François Charles a suivi des études d'ingénieur à l’Institut national des sciences appliquées de Lyon, puis en 1999 il se tourne vers l'étude des clarinettes avec Armand Angster et la composition avec Ivan Fedele au conservatoire de Strasbourg. 
En 2003, il joue sous la direction artistique de Karlheinz Stockhausen pour la création de la pièce Rechter Augenbrauentanz (issue du cycle d'opéras Licht).
Comme compositeur, il a été influencé par sa rencontre avec Helmut Lachenmann, puis à l’université Harvard avec notamment Julian Anderson, Hans Tutschku et Chaya Czernowin (en) où il obtient un doctorat de composition en 2005.
Ses travaux de composition mêlent tradition et nouvelles technologies, excellence instrumentale et raffinement des innovations matérielles et logicielles.
Pour son expertise dans l’utilisation musicale de l’électronique en temps réel, il a été invité en novembre 2014 à l’académie Sibelius à Helsinki pour enseigner les traitements sonores spectraux avec le logiciel Max/MSP et dispense des master class sur ce thème (Strasbourg...).
Il a collaboré avec des musiciens et autres artistes pour des créations en France (ensemble Sillages, Accroche-Note...), en Allemagne, en Italie, en Pologne, en Suisse, en Chine, au Canada et aux États-Unis.
En 2019, il écrit la troisième pièce Grant Wood in Paris de l'opéra The Grant Wood Operas: Strokes of Genius.. Il a contribué à la bande-son du film documentaire datant de 1928 de Dziga Vertov, La onzième année.
En 2018, son album Electroclarinet reçoit deux médailles d'argent aux Global Music Awards dans les catégories 'Album classique contemporain' et 'Composition/Compositeur',. Il utilise six différentes clarinettes avec de l'électronique temps réel, de la petite clarinette en mi bémol à la  clarinette contrebasse en métal en passant par le cor de basset.
En 2013, il a été directeur adjoint du Conservatoire à rayonnement régional de Brest métropole.
Depuis 2016, il est professeur de composition et d’arts numériques à l’université de l’Iowa.

## Compositions

### Opéra
- Grant Wood in Paris (2018), opéra en un acte. Première: Cedar Rapids Opera Theatre, Iowa, April 12-13-14, 2019.

### Ensemble
- Music From Airports (2018), Ensemble & data-driven live electronics.
- Guitar School (2017), Guitar ensemble & live electronics, with guitar solo.
- Modiolus (2016), For children choir, saxophone & accordion.
- Viola palustris (2009), Concerto for an improviser and 14 instruments.
- Re-creation of Rhapsody in Blue (2009), Re-creation of Duke Ellington’s 1932 arrangement of Rhapsody in Blue
- The Man With the Movie Camera (1929 movie by Dziga Vertov) (2008)
- Helianthus gryllus (2003), Crickets, percussion, two violins, two violas, two cellos, double bass, and live electronics.
- Helianthus tipula (2001), Two trumpets, trombone, percussion, two violins, two violas, two cellos, and double bass.
- Helianthus musca (1999), Flute, oboe, clarinet, bass clarinet, bassoon, french horn, trumpet, trombone, marimba, percussion, two violins, two violas, two cellos, and double bass.
- Sonatine pour des enfants (1997), Four instrumental groups.
- De l'ombre à la lumière (1997), Jazz Big Band.
- New Flore (1994), Clarinet, trumpet, string quartet, double bass.
- Initiation Blues (1994), Clarinet, trumpet, string quartet, double bass.

### Musique de chambre
- Jamshid Jam (2019), Setar & live electronics.
- Aeris (2019), Cymbal & live electronics.
- Petrasonic (2019), Double bass & percussion
- Flip the Page (2018), Song for tenor & piano, from the opera Grant Wood in Paris
- Nattie's Air, or Air de Nattie (2018), Soprano, bass clarinet & optional improvised live electronics, from the opera Grant Wood in Paris.
- Aqua ignis (2017-2018), Double-bass, percussion, and live electronics.
- Gentiana (2017-2018), Trumpet, percussion, guitar, violin, cello, with live electronics.
- Crystals (2017), Reed trio & live electronics.
- Scratch (2016-2017), Melodic instrument & live electronics.
- Viostris (2016), Alto saxophone, accordion, ad lib. percussion, viola, and cello.
- Passage (2015-2016), Percussion & live electronics.
- Rotonde (2015), Piano & live electronics.
- Relative (2013), Mezzo-soprano, tenor, and live electronics.
- Electro Jazz Dance (2012), Clarinet, trumpet, saxophone trio, drums, electronic music, and live electronics.
- Benedictus (2011), Soprano voice, solo instrument, and electronic music.
- Acquainted with the night (2010), Voice, basset-horn, and live electronics. After Robert Frost’s poem
- Lapalu (2009), Viola & live electronics.
- Bagict (2008), Clarinet & saxophone.
- Play-Along 1, 2, 3 (2008), Two clarinets.
- Bleu 3 (2007), Clarinet, violin, cello and piano.
- Carlina acaulis (2006-2007), Contrabass clarinet & string quartet.
- Risorius (2006), Six voices (SMzATBarB).
- Zygomatic (2005), Voice & live electronics.
- Passage libre (2005), Drums & live electronics.
- Birds (2005), Bass clarinet, saxophone quartet with bird calls, drums and live electronics.
- Aqua (2004), Solo double bass, clarinet, aquaphone, and live electronics.
- Magma (2003), Contrabass clarinet, stones, and live electronics. Commissioned by Ensemble Accroche Note / Première: Ensemble Accroche Note: Armand Angster, Jean-Daniel Hégé, and Jean-François Charles, Dresden, "17. Dresdner Tage der zeitgenössischen Musik" festival, October 5, 2003
- Plex (2003), Solo instrument & live electronics.
- Tilia (2000), Flute, violin, and cello.
- Nigritella nigra (1998), Clarinet & string quartet.

### Instrument solo
- Tristis est anima mea (2020), Contralto clarinet & live electronics
- Ecce vidimus eum (2020), Contralto clarinet & live electronics
- Llull (2020), Tuba
- In monte Oliveti (2019-20), Contralto clarinet & live electronics
- Petrified (2019-20), Version for baritone saxophone & live electronics.
- Petrified (2019-20), Version for contrabass clarinet or bass clarinet & live electronics.
- Petrified (2019), Version for cello & live electronics.
- Petrified (2019), Double bass & live electronics.
- Masse pétrie (2019), Cello & Sampo (live electronics).
- Absalon Crash (2018), Cymbal & live electronics.
- Electroclarinet 4 (2017), Eb clarinet & live electronics, 5'
- Electroclarinet 6 (2014), Bass clarinet & live electronics, 12’
- Electroclarinet 5 (2014), A clarinet & live electronics.
- Electroclarinet 3 (2011), Basset horn & live electronics.
- Electroclarinet 2 (2009), Contrabass clarinet & live electronics.
- Electroclarinet 1 (2009), Clarinet & live electronics.
- Live Saturation (2008), Flute & electronic music.
- Lina (2006), Contrabass clarinet.
- Aqua solo (2004/2008), Double bass.
- L’herbe qui chante (2003), Crickets & live electronics.

### Musique de Film
- A Méliès Voyage (2020), Film music scored for flute, violin, cello, and guitar.
- Ceramix (2018), Interactive electronic music & video installation, in collaboration with ceramist Andrew Casto
- Live Geometry (2017-2018), Durational performance, in collaboration with Visual Artist Daniel Fine, Ceramist Andrew Casto, and Engineer Stephen Baek
- Underground Echoes (2017), Live electronics.
- The Eleventh Year (1928 movie by Dziga Vertov) (2015-2016), Film music.
- Metallum (2015), Interactive installation
- Plane Mix (2008), Film music & Video remix.
- Bleu 2 (2007), Electronic music.
- Stay in tune (2006), Interactive musical game on computer
- Dérives (2004), Soundtrack to Dérives, a short film by Sophie de Quatrebarbes, Élise Launay and Adeline Meilliez.
- Cage Lingers (2019), Tenor sax & analog synth, electric guitar, live electronics.
- Volumes of Worlds (2017) In collaboration with Choreographer George De La Peña
- Cœur brisé - In memoriam M.J. (2010), Dancing clarinetist, electronic music, and electric guitar.
- PPP - Puppet, Perpetuum mobile, Pipo (2007/2009), Three études for dancing clarinetist.
- Ballade (2008), Dancing clarinetist.
- Rêver (2004), Dancing clarinetist & singing dancer.
- Délicat (2004), Dance & live electronics.
- Wu jú sè (2002), Clarinet, percussion, double bass, and dance.

## Discographie
- Karlheinz Stockhausen, Rechter Augenbrauentanz - Capricorn (label Stockhausen-Verlag – 59, 2004)
- Electroclarinet (autoproduit, Bandcamp, 2018)
- Benedictus , featuring LIGAMENT (autoproduit, Bandcamp, 2020)

## Publications
- (en) « A Tutorial on Spectral Sound Processing using Max/MSP and Jitter », Computer Music Journal, The MIT press, vol. 32, no 3,‎ fall 2008, p. 87-102 (DOI 10.1162/comj.2008.32.3.87, lire en ligne).